# Kolostomi
Kolostomi (även colostomi, av latinska cŏlon, av grekiska κόλον, kólon, "tjocktarm", och latinska stoma, av grekiska avστόμᾰ, stóma, "mun" eller "öppning") är en stomi som innebär att ändtarmen och sista delen av grovtarmen tas bort och grovtarmsmynningen läggs ut genom bukväggen. Kolostomins placering är oftast på bukens vänstra sida.
Kolostomi är en stomi som utgår från tjocktarmen (colon). Vid kolostomi är det viktigt att förhindra förstoppning då avföringen är fast. Efter operationen, när avföringen åter blir fast, har man en sluten påse som byts varje gång den är full. Tömningarna från denna stomi sker okontrollerat. Men eftersom avfallen kommer från colon, sker det ofta regelbundet och är gasrikt med stark lukt.